# Lotus Flower (låt)
"Lotus Flower" är en låt av det brittiska bandet Radiohead, utgiven 2011 albumet The King of Limbs. Trots att låten aldrig släpptes som singel nådde den topplistorna i flera länder och nominerades till ett antal Grammy Awards.